# Pierre de Boissonneaux de Chevigny
Pour les articles homonymes, voir Chevigny.
Pierre de Boissonneaux de Chevigny, dit Pierre de Chevigny, né le 3 juin 1914 à Colmey (Meuthe-et-Moselle) et mort le 18 octobre 2001 dans la même commune, est un homme politique, résistant et exploitant agricole français.

## Biographie

### Jeunesse
Né le 3 juin 1914 au château de Martigny (Colmey), d'un père officier d'infanterie coloniale et propriétaire foncier, Pierre de Chevigny entre à l'Ecole des Roches avant d'obtenir le diplôme de l’École nationale de la France d'outre-mer.

### Seconde Guerre mondiale
Lieutenant d'artillerie pendant les combats de 1939-1940, d'abord affecté dans la D.C.A. à Metz, il prend ensuite part aux campagnes de Hollande et de Belgique. Fait prisonnier, il s'évade et rejoint les lignes françaises.
Pendant l'Occupation il s'engage dans la Résistance. Arrêté une première fois à Paris en février 1941, relaxé, il dirige le secteur lyonnais du réseau de renseignements militaires franco-britannique « Alliance ».
Quelques mois après son mariage, il est arrêté le 12 août 1943 par la Gestapo, ainsi que sa femme qui s'était associée à son action clandestine.
Pierre de Chevigny connaît diverses prisons, dont celle de Fresnes, avant d'être déporté à Buchenwald (matricule 43 827) par le convoi I.173 du 27 janvier 1944. Sur le point d'être mère, Madame de Chevigny est libérée après un long séjour à Fresnes.
Après seize mois passés à Buchenwald, à la suite de la libération du camp du 11 avril 1945, Pierre de Chevigny rentre à Paris.
Le comportement de Pierre de Chevigny lui vaut la croix de guerre avec deux citations, le grade de chevalier dans l'ordre de la Légion d'honneur attribuée à titre militaire et la Médaille de la Résistance,.

### Après-guerre
De retour à Colmey il reprend l’exploitation familiale qui avait beaucoup souffert de la guerre et de l’Occupation.
Sa réussite, ses compétences et ses intérêts pour les questions agricoles l’amènent à exercer de nombreuses responsabilités : président du comice agricole de Briey, président de la coopérative laitière du bassin de Longwy, il est par ailleurs vice-président de la Chambre d’agriculture.
Parallèlement à sa vie professionnelle et familiale, Pierre de Chevigny entreprend une carrière politique. Élu maire de Colmey en 1945, réélu en 1947 et jusqu’en 1989, il est conseiller général puis sénateur de Meurthe-et-Moselle de 1952 à 1956 puis de 1959 à 1974 et député de Meurthe-et-Moselle de 1956 à 1958.
Il décède à Colmey le 18 octobre 2001.

## Détail des fonctions et des mandats
Mandats locaux
- 1945 - 1976 : maire de Colmey
- 1951 - 1958 : conseiller général canton de Longuyon
- 1955 - 1958 : vice-président du conseil général Meurthe-et-Moselle

Mandats parlementaires
- 2 janvier 1956 - 8 décembre 1958 : député de Meurthe-et-Moselle
- 18 mai 1952 - 2 janvier 1956 : sénateur de Meurthe-et-Moselle
- 26 avril 1959 - 1er octobre 1974 : sénateur de Meurthe-et-Moselle[8]

## Vie privée
En 1943 il épouse Hélène du Buisson de Courson (1917-2010). Ils ont 5 enfants, dont Hubert de Chevigny.

## Décorations
- Commandeur de la Légion d'honneur[Quand ?][3] ;
- Croix de guerre 1939–1945 (2 citations)[3] ;
- Médaille de la Résistance française (décret du 31 mars 1947)[9],[3].

## Témoignage
Edgard Pisani le décrit ainsi : « l’homme le plus civil du monde : gai, l’esprit vif et critique, d’une franchise désarmante par sa spontanéité, malicieux, curieux, l’œil toujours en éveil, toujours en mouvement ».